# Jürgen Guttenberger
Jürgen Guttenberger (* 18. Juni 1941 in Krakau; † 18. Januar 2025) war ein deutscher Politiker und nordrhein-westfälischer Landtagsabgeordneter der SPD.

## Leben und Beruf
Nach dem Besuch der Volksschule und der Realschule absolvierte er eine Ausbildung zum Lacklaboranten. Ab 1962 war er Gewerkschaftssekretär beim Deutschen Gewerkschaftsbund und ab 1964 Referent bei der SPD. Von 1969 bis 1970 schlossen sich eine Verwaltungsausbildung und Tätigkeiten bei der Bundesanstalt für Arbeit an.
Der SPD trat Guttenberger 1961 bei. Er war in zahlreichen Gremien der Partei tätig. Seit 1958 war er Mitglied verschiedener DGB-Gewerkschaften, seit 1969 Mitglied der Gewerkschaft Öffentliche Dienste, Transport und Verkehr.

## Abgeordneter
Vom 29. Mai 1980 bis zum 30. Mai 1990 war Guttenberger Mitglied des Landtags des Landes Nordrhein-Westfalen. Er wurde jeweils im Wahlkreis 041 Mettmann II direkt gewählt.
Dem Stadtrat der Stadt Hilden gehörte er von 1969 bis 1972, dem Rat der Stadt Haan von 1974 bis 1980 an. Im Kreistag des Kreises Mettmann war Guttenberger von 1976 bis 1989 vertreten.